# Platanistó
El Platanistó (grec antic: Πλατανιστών) fou el nom d'un riu d'Arcàdia, afluent del riu Neda, que naixia a l'oest de Licosura. El riu s'havia de travessar per anar a Figàlia. Solament l'esmenta Pausànies, i Smith l'identifica amb un riu de nom Gastritzi.